# Nguyễn Văn Thái (nhà bảo tồn)
Nguyễn Văn Thái (sinh năm 1982) là một nhà bảo tồn, nhà môi trường học người Việt Nam. Sinh tại xã Văn Phương, huyện Nho Quan, tỉnh  Ninh Bình. Anh hiện là giám đốc Trung tâm bảo tồn động vật hoang dã Việt Nam (Save Vietnam's Wildlife) và là Phó Chủ tịch Hội chuyên gia bảo tồn tê tê thế giới. Anh được biết đến là người Việt Nam thứ hai nhận giải thưởng Môi trường Goldman và là nhà bảo tồn đầu tiên nhận giải thưởng này.

## Học vấn
Anh học tại trường Đại học Lâm nghiệp Việt Nam, chuyên ngành về Kỹ sư quản lý tài nguyên rừng và môi trường. Anh chọn Trung tâm cứu hộ Linh trưởng trong khuôn viên Vườn Quốc gia Cúc Phương tỉnh Ninh Bình làm nơi thực tập và bảo tồn.
Tốt nghiệp thạc sỹ Khoa học môi trường tại Đại học quốc gia Australia (1/2014). Tốt nghiệp bằng sau đại học về quản lý và phát triển môi trường Đại học quốc gia Australia (12/2014).
Tốt nghiệp khoá học quản lý các tổ chức phi lợi nhuận tại Đại học Montana, Hoa Kỳ (11/2015).

## Sự nghiệp bảo tồn

### Khởi đầu
Với niềm đam mê và yêu thích tê tê từ nhỏ và trước các vấn nạn săn bắt, nuôi nhốt, làm thịt và lấy vảy tê tê cùng sự biến mất dần của các loài động vật hoang dã, anh đã theo học và bắt đầu công việc bảo tồn, giải cứu tê tê và xem nó là một phần tất yếu của cuộc sống.
| “                 | "Được làm việc với tê tê là một niềm đam mê rất lớn đối với tôi. Nó là một cái niềm vui có động lực để tiếp tục bảo vệ những cái loài tê tê này". | ” |
| — Nguyễn Văn Thái | |   |

### Sự nghiệp bảo tồn
Nguyễn Văn Thái là người sáng lập và là Giám đốc điều hành của SVW, anh đã góp phần ngăn chặn sự tuyệt chủng và phục hồi chức năng cho tê tê châu Á ở Việt Nam. Nhờ vậy gần 80% số tê tê bị thương nặng đã được cứu chữa và phục hồi.
Anh đã phát triển một chiến dịch giáo dục và tiếp cận công chúng, xuất bản các công trình nghiên cứu, viết các tài liệu về chăm sóc và cứu hộ tê tê, sau đó phát triển quy trình giới thiệu và theo dõi tê tê đầu tiên của Việt Nam.
Anh đã mở Trung tâm Giáo dục Động vật ăn thịt và tê tê, cung cấp các khóa học về bảo tồn động vật hoang dã và huấn luyện cho cán bộ hải quan, bộ đội biên phòng và kiểm lâm về các quy định bảo vệ động vật hoang dã và chăm sóc tê tê. Anh còn mở Trung tâm Phục hồi tê tê châu Á, trang bị hai phòng khám thú y tiên tiến.
Với vai trò là người sáng lập Trung tâm Bảo tồn Động vật hoang dã tại Việt Nam hoạt động phi lợi nhuận, anh Nguyễn Văn Thái cùng đồng nghiệp đã cứu hộ hơn 1.500 con tê tê, phối hợp với kiểm lâm tịch thu và gỡ bỏ hơn 9.700 bẫy thú. Nguyễn Văn Thái cùng nhóm Anti-Poaching (nhóm tuần tra bảo vệ rừng, giải cứu thú rừng) do chính anh thành lập, phối hợp cùng kiểm lâm Vườn Quốc gia Pù Mát, tuần tra bảo vệ rừng, xử lý người xâm phạm rừng, giải cứu thú rừng bị dính bẫy, gỡ bẫy, phá các lán trại dựng trái phép của lâm tặc.
Trong vòng 16 năm,  tổ chức SVW do anh lãnh đạo đã trực tiếp cứu hộ 1.888 cá thể động vật hoang dã với 40 loài khác nhau, trong đó cứu hộ thành công nhiều tê tê nhất thế giới với 1.540 cá thể, xây dựng 74 chuồng động vật mới với diện tích 1.100 m², hai bệnh viện thú y 245 m² và một khu bán hoang dã rộng 1.665 m². Nhờ đó, khoảng 60% cá thể đã được tái thả thành công.

## Giải thưởng
Ngày 19 tháng 7 năm 2021, Goldman Environmental Prize 2021 đã tặng thưởng anh giải thưởng môi trường Goldman cùng 5 người khác.
Năm 2016, Nguyễn Văn Thái trở thành người Việt Nam đầu tiên được trao giải thưởng quốc tế "Future For Nature" tổ chức tại Hà Lan. Đây là giải thưởng quốc tế dành riêng cho những cá nhân trẻ dưới 35 tuổi đã có những đóng góp xuất sắc cho công tác bảo tồn động vật hoang dã trên thế giới.
Anh cũng là một trong sáu người trên thế giới và là nhà bảo tồn đầu tiên của Việt Nam có tên trong danh sách nhận giải Goldman Environmental Prize 2021.
Năm 2022, anh nhận Giải thưởng Wayfinder do Hội Địa lý Quốc gia Hoa Kỳ (National Geographic Society) trao tặng